# フランク・グラント
フランク・グラント（Ulysses Franklin (Frank) Grant, 1865年8月1日 - 1937年5月27日）は、1880～1890年代にアメリカ合衆国のマイナーリーグ及びニグロリーグで活躍していた野球選手。主なポジションは二塁手。マサチューセッツ州ピッツフィールド生まれ。右投げ右打ち。19世紀では最も活躍したアフリカ系アメリカ人選手の一人。

## 来歴・人物
グラントは、コネチカットのメリディエンという球団から1886年にインターナショナルリーグのバッファロー・バイソンズに加入した。グラントは5フィート7インチ（約170cm）、155ポンド（約70kg）と小柄な選手だったが、広い守備範囲と強い肩を誇り、また攻撃でも強烈なラインドライブを打つ強打者だった。バッファローには1888年頃まで在籍していたが、毎年のように打率や盗塁、塁打数などでリーグのトップの記録を残していたようである。1887年には、リーグで最多となる11本塁打、49本の長打と40盗塁を挙げたという記録が残っている。
ただ当時、インターナショナルリーグでもアフリカ系アメリカ人選手を排斥する圧力は強まっていた。そんな中、アフリカ系アメリカ人選手で同じ球団に3年続けて在籍したものは他におらず、グラントがいかにバッファローを引っ張る存在であったかが推察される。グラントは当時の名選手フレッド・ダンラップになぞらえられ、「黒いダンラップ」という異名を持っていたそうである。
しかし1888年に入ると選手排斥の動きは更に強まり、バッファローもグラントの引き留めに必死になる。この年グラントは.346（資料によっては.311）の打率と11本の本塁打を打ったものの、二塁手だったこともあり守備では相手選手から執拗にスパイクで引っ掛けられるなどの行為を受けていた。グラントはこの頃、ユニフォームのソックスの下に木製のすね当てをつけて試合に出ていたそうである。しかしこの年のシーズン終盤、グラントは外野（右翼手）としてシーズンを終え、終にバッファローを離れることになった。
グラントはその後、キューバン・X・ジャイアンツやフィラデルフィア・ジャイアンツなどの著名な独立系チームに所属し、1903年まで野球選手を続けていた。これらのチームでの活躍も推察はされるが、1890年代以降のグラントの打撃記録等は殆ど残っていないようである。1937年にニューヨークで71歳で死去。2006年にニグロリーグ特別委員会がアメリカ野球殿堂入り選手に選出した。

## 記録・表彰等
- 年次別の打率：1886年（.326）、1887年（.340）、1888年（.346）、1890年（.328）
- 1887年に、1試合の中でサイクル安打と本塁盗塁を2度決めたという記録が残っている。